# 시 비스 파켐, 파라 벨룸

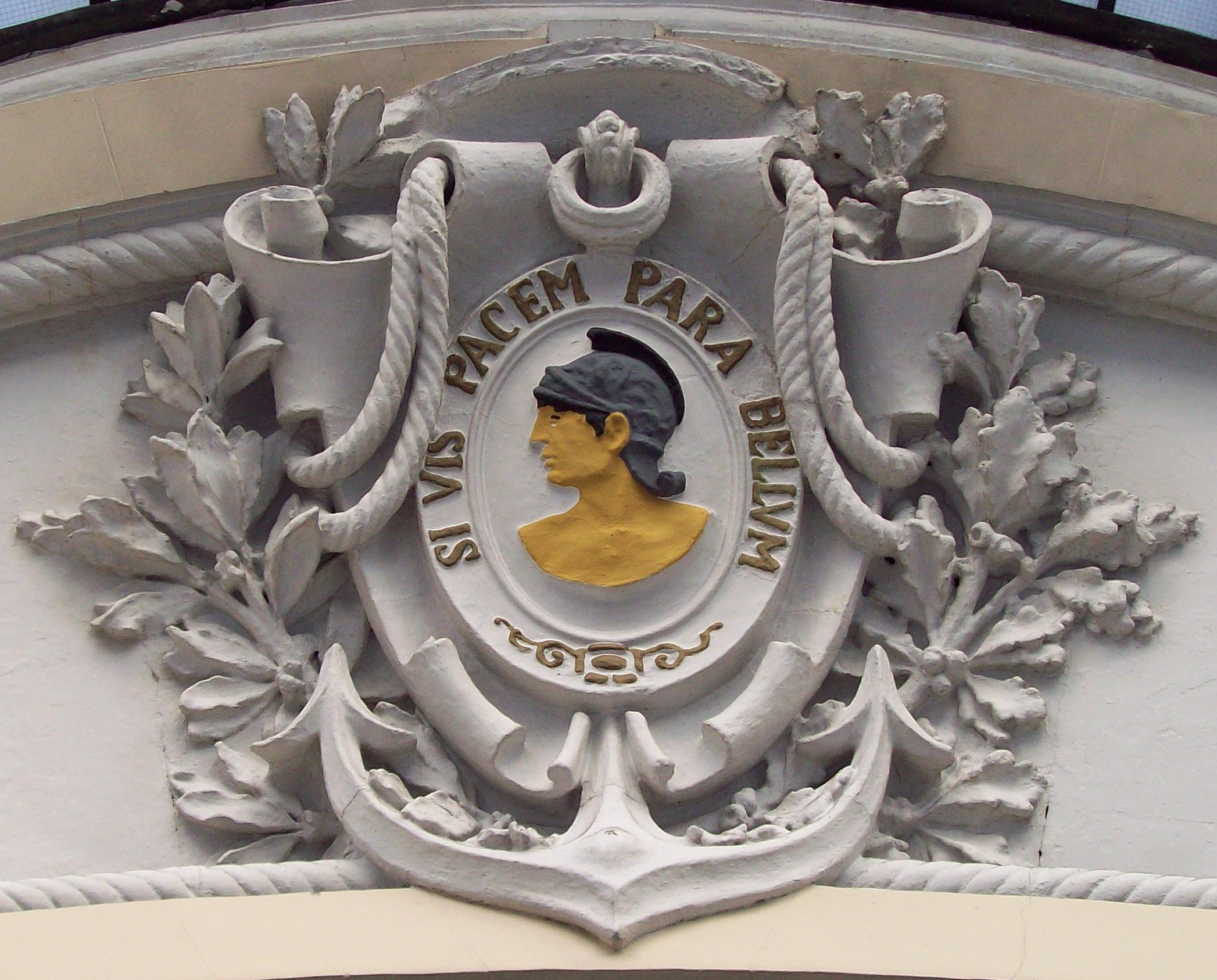

시 위스 파켐, 파라 벨룸(라틴어: Si vis pacem, para bellum)(현대 라틴어로는 시 비스 파켐 파라 벨룸)은 “평화를 원한다면 전쟁을 준비하라”는 뜻의 라틴어 문장이다. 푸블리우스 플라비우스 베게티우스 레나투스(en)의 논문 《군사론(la)》제3권에서 발견된다. 다만 정확한 문장의 출처가 그렇다는 것이지, 문장이 품고 있는 뜻은 플라톤의 《법률론》 같은 보다 앞선 작품들에서도 드러나는 바이다 (아마도).

## 같이 보기
- 곤봉정책
- 치킨 게임
- 안보 딜레마